# آدلین رکوردز
آدلین رکوردز (انگلیسی: Adeline Records) شرکت نشر موسیقی آمریکایی است، که در سال ۱۹۹۷ توسط بیلی جو آرمسترانگ تأسیس شد.